# WSC Real 08: World Snooker Championship
WSC Real 08: World Snooker Championship es un videojuego deportivo de snooker desarrollado por Blade Interactive y publicado por Koch Media para Wii. Posteriormente se realizaron versiones para Microsoft Windows, PlayStation 3 y Xbox 360 con el título WSC Real 09: World Snooker Championship.

## Contenido
El juego incluye los jugadores más destacados del campeonato del mundo de Snooker:
- John Higgins
- Graeme Dott
- Shaun Murphy
- Ken Doherty
- Ronnie O'Sullivan
- Peter Ebdon
- Neil Robertson
- Stephen Hendry
- Ding Junhui
- Stephen Maguire
- Mark Selby
- Mark Williams

## Recepción
La versión para Wii recibió buenas críticas, obteniendo una puntuación de 89% en el sitio web GameRankings. Sin embargo, la versión WSC Real 09, disponible en  Xbox 360, PS3 y PC, obtuvo un porcentaje menor en aquel sitio, de 69,6%.